# 洪楠基
洪 楠基（ホン・ナムギ、韓国語: 홍남기、1960年7月29日 - ）は、韓国の官僚。2018年12月より2022年5月まで同国の経済副首相兼企画財政部長官。2021年4月17日より約1カ月間、国務総理（首相）権限代行を務めた。本貫は南陽洪氏。

## 来歴
1960年、江原道春川市生まれ。漢陽大学校大学院で経済学修了後、イギリスのサルフォード大学で大学院経済学修了した。
1986年に行政高等考試に合格した。企画予算処（現・企画財政部）に入省し2006年の盧武鉉政権時に大統領秘書の経済政策首席室にて政策補佐官を務め、企画財政部に戻った後もスポークスマン、政策調整局局長など要職を歴任した。2015年の朴槿恵政権時に再び大統領秘書の経済政策首席室にて政策補佐官を務めた。2016年1月に未来創造科学部に転出、第1次官を務め、2017年に国務調整室室長。2018年、文在寅政権で経済副首相兼企画財政部長官に就任した。
2020年の新型コロナウイルス感染症の大流行に際しては貧困層に災害支援金を支給すべきと主張したものの結局は与党である共に民主党の主張が通り、全国民に支給された。また大株主に対する株式の譲渡所得税の基準を翌年より10億ウォンから3億ウォンへ引き下げる方針であったが、共に民主党は2年間猶予すべきと主張し、最終的には与党の意見が通った。与党との意見の対立が絶えず、自らの主張がことごとく退けられたことから11月3日に文在寅大統領に辞表を提出。文は受理せず慰留した。
2021年4月16日、丁世均首相の辞任に伴い、首相権限代行を務めた。同年5月13日に金富謙の首相への任命同意案が国会で可決されたことに伴い首相権限代行を退任した（企画財政部長官は留任）。

## 政策・主張
韓国の2019年1～3月期の国内総生産（GDP）がマイナスに転落したのを受け、韓国政府は25日、関係閣僚を緊急招集し洪楠基は「国内外の環境が当初予想より悪化している」と説明したうえで「あらゆる政策を動員し、成長率目標を達成する」と語った。洪楠基は世界景気の鈍化による輸出の減少と企業による設備投資の抑制を指摘した。米中貿易戦争やブレグジットなどで世界経済の先行き不安が強まり、景気は「下方リスクが拡大し、厳しい状況だ」と危機感を募らせた。
会議で洪は関係閣僚に対し企業の投資環境の改善を指示した。地域や期間を限定して現行法の規制を一時的に停止する「サンドボックス」を年内に100件以上とし新事業創出を促すという。
洪は「政府が景気改善のモメンタムをつくるのに全力をつくる。民間部門も投資拡大と雇用創出などを通じ、経済活力の向上に力をいれてほしい」と企業にも協力を要請した。
2020年3月31日、G20財務担当相、中央銀行総裁が参加したテレビ会議に参加。新型コロナウイルスの世界的流行に伴う世界的な金融セーフティネット強化のため「各国中央銀行間の通貨スワップ拡大を積極的に検討すべき」と提言した。

### 対日政策・主張
- 2019年7月1日

元徴用工訴訟をめぐる韓国への事実上の対抗措置となる韓国への半導体材料の輸出規制で、有機ELに使うフッ化ポリイミドなど3品目について、個別に審査・許可する方式に切り替え、今夏中に安全保障上の友好国である「ホワイト国」の指定も削除について、韓国政府は、洪楠基が主催する会議で緊急対策を協議した。
- 2019年7月4日

洪楠基は、韓国のラジオに出演し、日本政府が韓国向けの輸出管理を厳しくすると発表したことについて「強制徴用に関する司法判断を経済で報復した措置だ」と批判。「断固として対応する」と語った。
洪は「世界貿易機関（WTO）の協定違反であり、当然、WTOに判断を求めなければならない」とも述べた。